# Kiesschijf

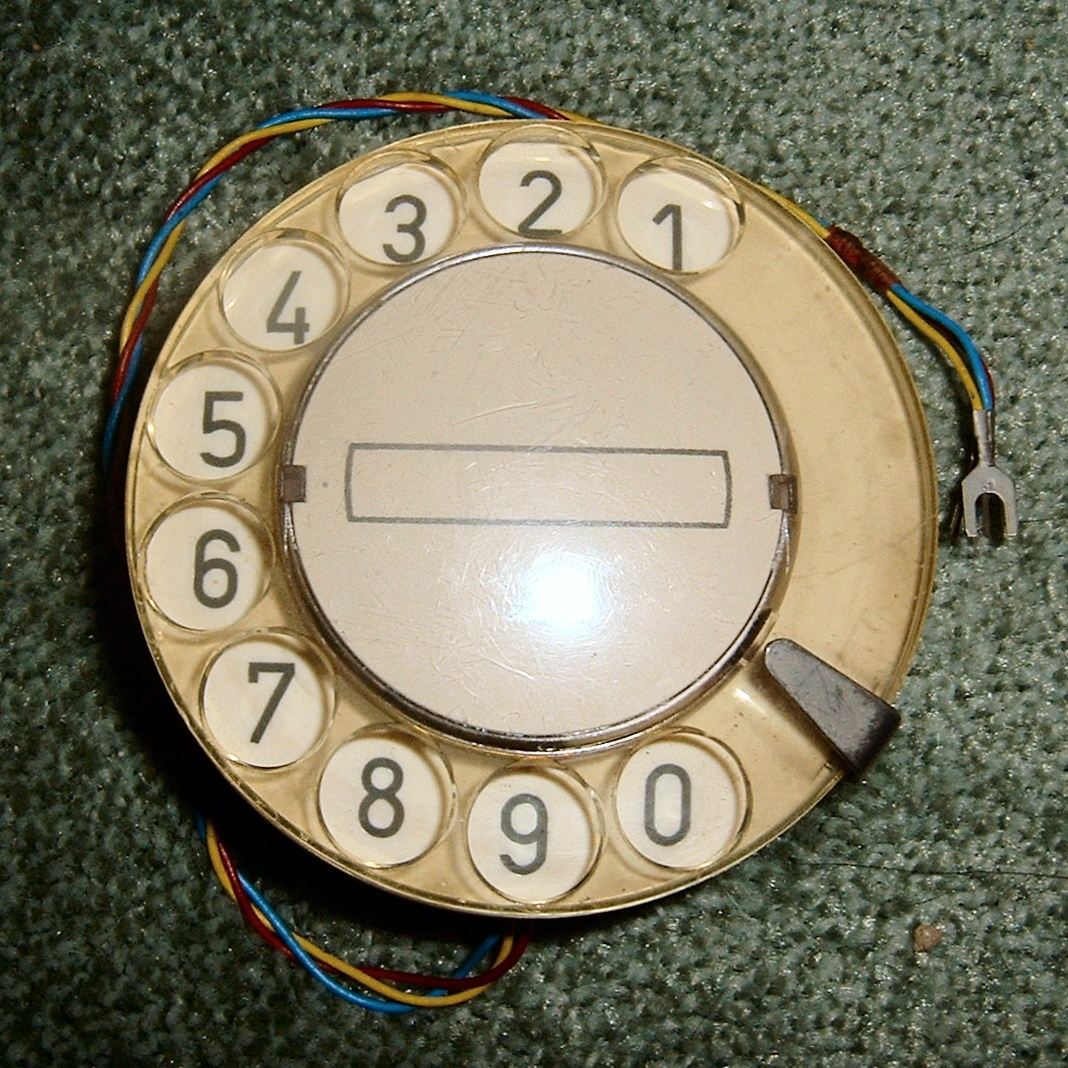
Kiesschijf uit een T65-toestel

Een kiesschijf, of draaischijf, is een mechanisch middel waarmee men op telefoontoestellen een telefoonnummer kan kiezen.
Een kiesschijf bestaat uit een vast deel dat op het telefoontoestel is gemonteerd en een draaibaar deel met meestal tien gaten waarin de vinger kan worden gestoken. Door de vinger in het juiste gat te steken en de kiesschijf met de vinger te draaien tot aan de aanslag rechtsonder wordt een veer gespannen. Zodra de vinger uit het gat wordt getrokken, draait de kiesschijf met een vaste snelheid terug, waarbij twee kogeltjes twee contacten kort onderbreken. Het aantal malen waarmee dat gebeurt komt overeen met het gekozen cijfer, behalve bij de nul. Wanneer de nul wordt gekozen worden de contacten tien maal onderbroken.
In de telefooncentrale worden de pulsen gedecodeerd. Vroeger gebeurde dat met een stappenrelais.
Deze verouderde methode wordt tegenwoordig pulskiezen genoemd, in tegenstelling tot het modernere toonkiezen, waarbij telefoonnummers gekozen worden met DTMF-tonen. DTMF staat voor dual-tone-multi-frequency: ieder cijfer komt overeen met een combinatie van twee tonen. Ook wordt FSK (frequentieverschuivingsmodulatie) gebruikt.

## Oudere kiesschijven
In de begintijd van het automatisch kiezen bestonden er kiesschijven met meer gaten - tot 25. Deze kiesschijven werden gebruikt in installaties met niet meer dan 25 aansluitingen, zodat één keer 'draaien' voldoende was om een verbinding tot stand te brengen. Van automatisch interlokaal bellen was in die tijd nog geen sprake.

## Internationale versies

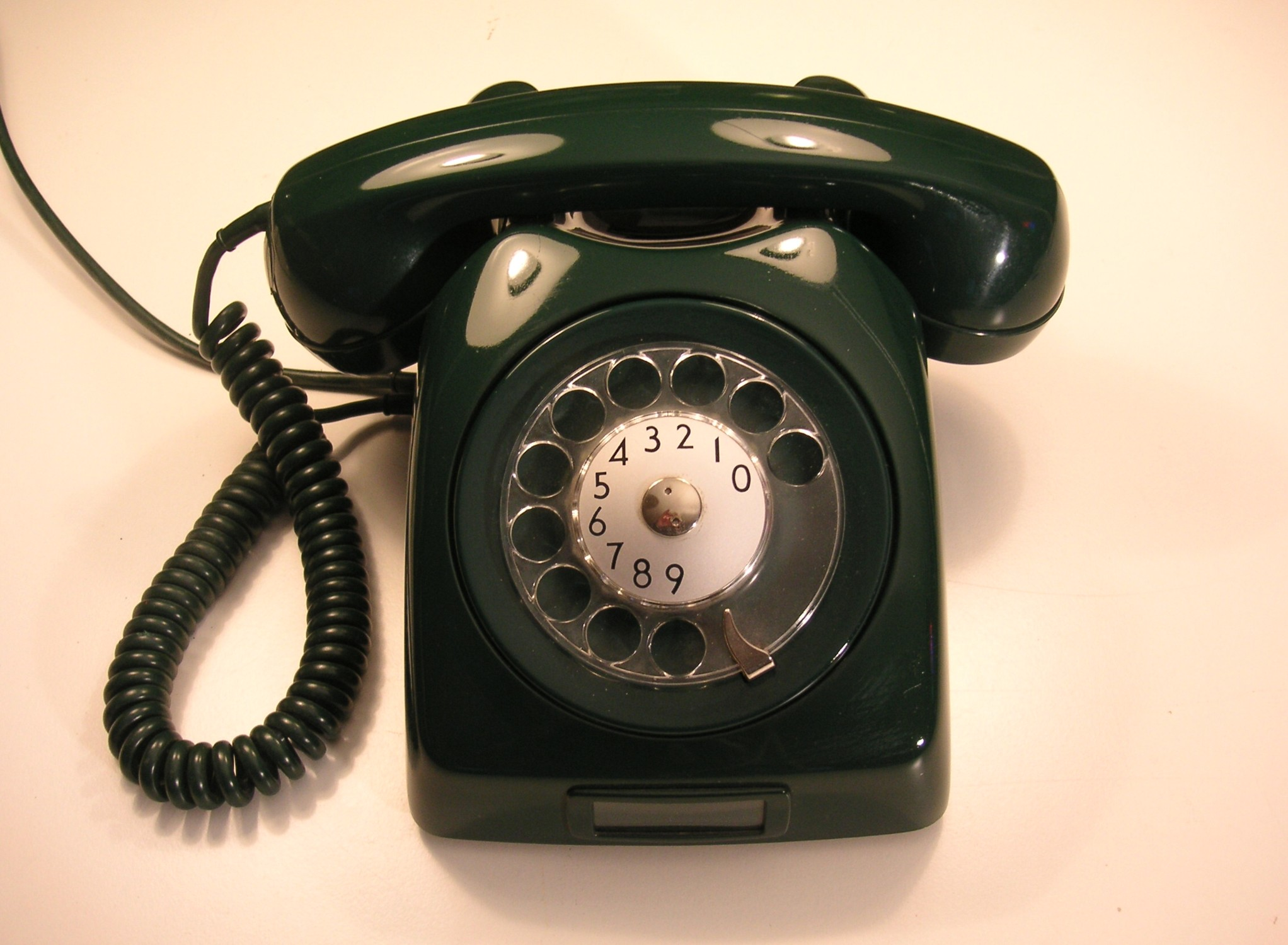
Zweedse kiesschijf

De indeling der cijfers verschilt per land. Enkele voorbeelden:
| aantal pulsen | 1 | 2 | 3 | 4 | 5 | 6 | 7 | 8 | 9 | 10 |
| ------------- | - | - | - | - | - | - | - | - | - | -- |
| Standaard     | 1 | 2 | 3 | 4 | 5 | 6 | 7 | 8 | 9 | 0  |
| Zweden        | 0 | 1 | 2 | 3 | 4 | 5 | 6 | 7 | 8 | 9  |
| Nieuw-Zeeland | 9 | 8 | 7 | 6 | 5 | 4 | 3 | 2 | 1 | 0  |

Behalve de tien cijfers zijn op veel kiesschijven ook letters te vinden. Zie Gebruik van letters.
Doordat de indelingen verschillen, is het bij internationaal telefoonverkeer nodig dat de telefooncentrales voor een vertaalslag zorgen.
Zou men een afwijkend telefoontoestel in een ander land gebruiken, dan hoeft alleen maar het opschrift op de kiesschijf veranderd worden.
Bij het moderne DTMF-kiezen zijn deze verschillen verdwenen.
Dat geldt echter niet voor de eventuele letters.

## Werking

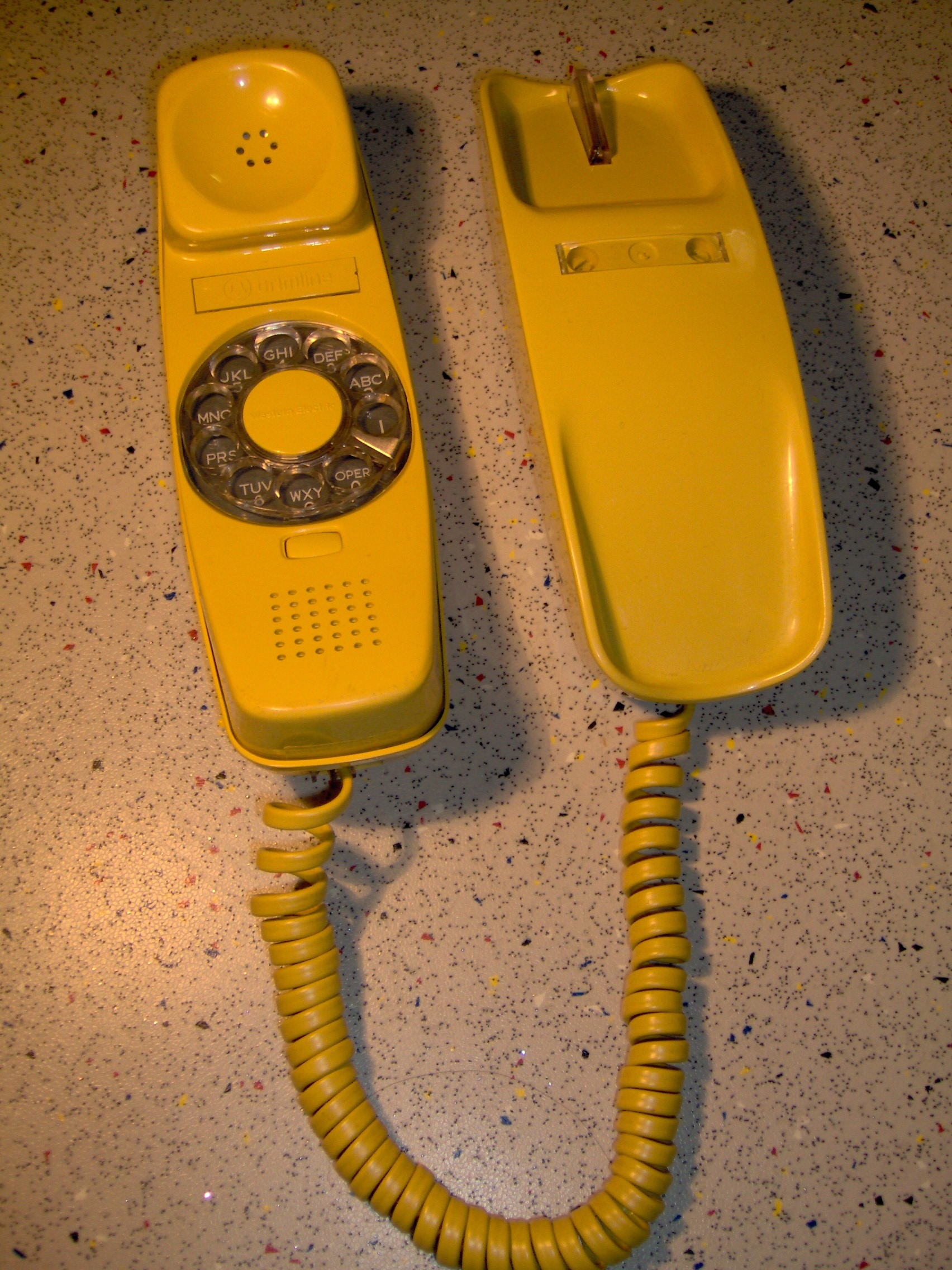
Toestel met miniatuurkiesschijf. Deze schijf heeft geen ruimte tussen het cijfer 1 en de stuitnok. De stuitnok verschuift tijdens het kiezen.

De kiespulsen worden gemaakt door twee contacten waartegen tijdens het terugdraaien kogeltjes drukken. Door middel van nokken op de plastic schijf die met het draaibare deel van de kiesschijf is verbonden bewegen de kogeltjes heen en weer.
De gebruiker steekt zijn vinger in een van de gaten en draait de schijf rechtsom tot zijn vinger tegen de stuitnok komt.
Er worden nu nog geen pulsen gemaakt, doordat de kogeltjes zijn opgesloten in een afzonderlijke plastic schijf, die met een slipkoppeling wordt meegenomen door de kiesschijf. Deze schijf kan slechts een beperkte beweging maken: de kogeltjes kunnen een eindje van de contacten weg worden gedraaid.
Daarna laat de gebruiker de schijf los.
De schijf draait langzaam terug, waarbij kiespulsen worden gegenereerd.
Tijdens het draaien wordt de telefoonhoorn kortgesloten, zodat de pulsen niet hinderlijk hoorbaar zijn.
De gebruiker mag de schijf tijdens het terugdraaien niet aanraken, want daardoor zou de goede werking verstoord kunnen worden.

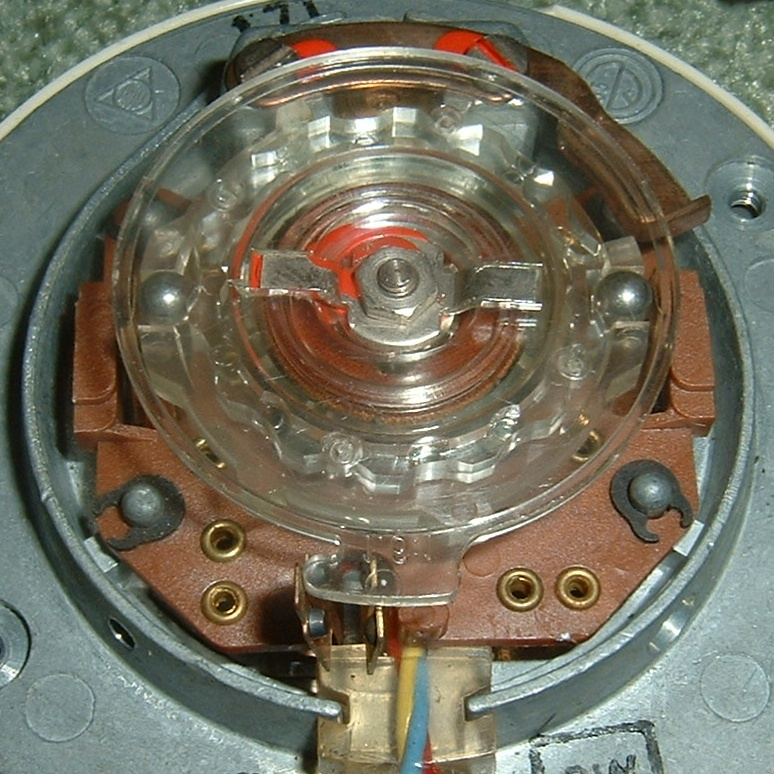
Kiesschijf in rust: contact onderaan is geopend, de twee kogeltjes drukken tegen contacten links en rechts
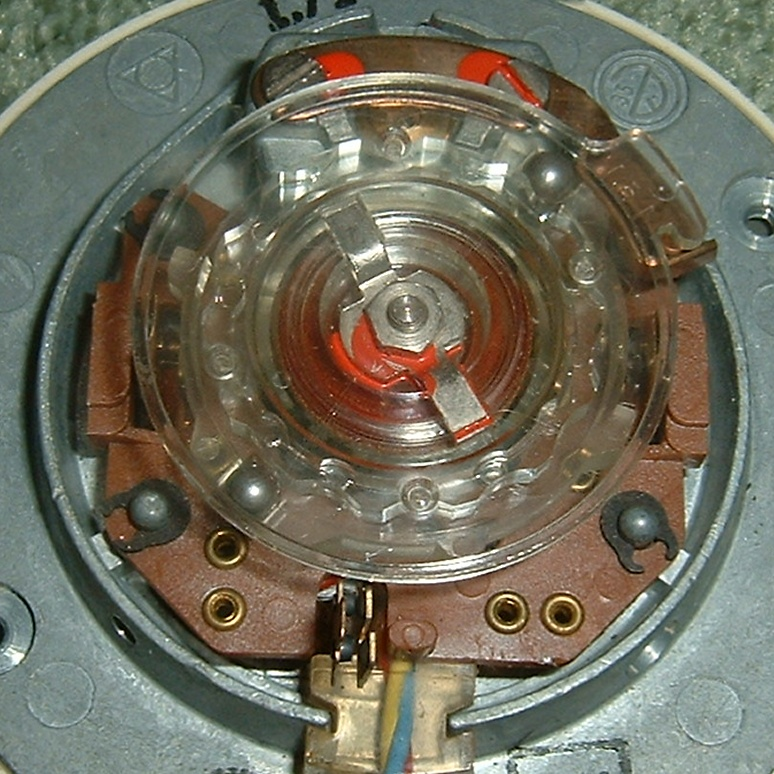
Kiesschijf tijdens heengaande beweging: contact onderaan is gesloten, de twee kogeltjes liggen vrij

## Slot
Om telefoneren door onbevoegden te voorkomen, werd er weleens een speciaal kiesschijfslotje of gewoon een hangslotje door een van de gaten van de kiesschijf gestoken.
Een echt goede beveiliging is dit niet, want het is met enige oefening nog altijd mogelijk een nummer te kiezen door in het juiste ritme op het haakcontact te drukken. Bij de invoering van DTMF werden losse toonkiesapparaatjes geleverd, waarmee de blokkade eveneens gemakkelijk te omzeilen was.